# Александар (филм)
Александар (енгл. Alexander) амерички је епско историјски филм из 2004. године режисера и сценаристе Оливера Стоуна, док су продуценти филма Томас Шили, Џон Килик, Ијан Смит и Мориц Борман. Филмску музику је компоновао Вангелис.
Радња филма се темељи на догађајима из живота Александра Великог. Филм је углавном заснован на књизи британског историчара Робина Лејна Фокса Александар Велики из 1970.
Насловну улогу тумачи Колин Фарел као Александар Велики, док су у осталим улогама Анџелина Џоли, Вал Килмер, Џаред Лето, Росарио Досон и Ентони Хопкинс. Светска премијера филма је била одржана 16. новембра 2004.  у САД. Након пуштања у јавност, иако се добро показао у Европи, америчка критичка реакција била је негативна
Буџет филма је износио 155 милона долара, а зарада од филма је 167,3 милиона долара.

## Радња
Александар заснован је на животу Александра Великог (Колин Фарел), краља Македонаца, који је током свог кратког живота успео да покори Азију, Персију и део Индије. Филм приказује неке од кључних момената из Александрове младости, његову инвазију на Персијско царство и његову смрт. Такође, открива и компликовани однос са оцем, Филипом II Македонским (Вал Килмер), стварање Коринтског савеза од стране градова Античке Грчке, освајање Перскијског царства 331. п. н. е., као и Александров сан да освоји цео тада познати свет.
Прича почиње 356. п. н. е. са Птолемејем I Сотером (Ентони Хопкинс) као наратором. Александар је одрастао уз мајку Олимпију (Анџелина Жоли) и тутора Аристотела, интересујући се за љубав, част, уметност и војну вештину. Његов однос са оцем уништен је након Филипове женидбе Еуридиком, нећаком генерала Атала. Након убиства Филипа, Александар постаје краљ Македоније и Грчке. Птолемеј накратко помиње Александрово разарање Тебе и паљење Персеполиса, а затим описује како је Александар убрзо након доласка на власт проглашен сином бога Зевса, његову битку код Гаугамеле против персијског цара Дарија III и његова осмогодишња освајања у Азији.
Филм такође илуструје и Александрове приватне везе са пријатељем из детињства Хефестионом (Џаред Лето) и супругом Роксаном (Росарио Досон). Пре него што је преминуо услед болести или тровања — није откривено од чега, али су оба начина сугерисана — Александар се дистанцира од своје жене, иако је она затруднела, верујући да је она одговорна за Хефестионову смрт. У филму, Александар је много ближи Хефестиону него Роксани, чак се сугерише и да је Александар умро делом од туге због губитка Хефестиона, три месеца раније. Почетком филма, Хефестион пореди Александра са Ахилом, на шта Александар одговара да, да је он Ахил, онда би Хефестион морао да буде Патрокло, за кога се сумња да је био Ахилов љубавник. Када Хефестион помене да је Патрокло први умро, Александар одговара да би га, ако би Хефестион умро први, пратио и у Хад — обећање које Птолемеј сматра испуњеним, будући да је Александар умро убрзо након пријатеља.
Након освајања Вавилона, Александар признаје да је Хефестион једина особа која га воли. Током филма, Хефестион често показује љубомору када види Александра са Роксаном, и тугу када ју је оженио, те се чак трудио и да је задржи што даље од њега након што је Александар убио Клита Црног у Индији. Филм такође посвећује пажњу Александровој блиској вези са мајком Олимпијадом, иако је никада више није видео након што је кренуо у освајања на истоку.

## Улоге
| Глумац             | Улога                  |
| Колин Фарел        | Александар Велики      |
| Џаред Лето         | Хефестион              |
| Анџелина Џоли      | Олимпијада             |
| Вал Килмер         | Филип II Македонски    |
| Раз Диген          | Дарије III             |
| Ерол Сандер        | Фарнак                 |
| Цули Мохамед       | Персијски дворјанин    |
| Анелиз Ем          | Статејра I             |
| Росарио Досон      | Роксана                |
| Гари Стреч         | Клит Црни              |
| Ентони Хопкинс     | Птолемеј I Сотер       |
| Кристофер Пламер   | Аристотел              |
| Елиот Кауан        | Млади Птолемеј I Сотер |
| Џонатан Рис Мајерс | Касандар               |
| Рори Макан         | Кратер                 |
| Франсиско Бош      | Багоас                 |
| Џон Кавана         | Парменион              |
| Џозеф Морган       | Филотас                |
| Ијан Бити          | Антигон                |
| Нил Џексон         | Пердика                |
| Конор Паоло        | Млади Александар       |
| Џеси Кам           | Млади Александар       |
| Денис Конвеј       | Нирк                   |
| Мери Мајер         | Еуридика               |
| Ник Данинг         | Атал                   |
| Бин Банлуерит      | Порус                  |
| Тоби Кебел         | Паузанија из Орестиса  |
| Патрик Керол       | Млади Хефестион        |

## Локације снимања
| Сценографија              | Локација         |
| Александријска библиотека | Студио у Лондону |
| Пела                      | Студио у Лондону |
| Вавилон                   | Студио у Лондону |
| Индијске палате           | Студио у Лондону |
| Митска пећина             | Студио у Лондону |
| Александрија              | Малта            |
| Атенин храм               | Есаујра          |
| Меза                      | Есаујра          |
| Македонски хиподром       | Есаујра          |
| Гаугамела                 | Маракеш          |
| Бактријска тврђава        | Планине Атлас    |
| Хиндукуш                  | Хималаји         |
| Македонски амфитеатар     | Мароко           |
| Хипазис                   | Меконг           |
| Хидаспис                  | Сарабури         |

## Критике
Чак и пре премијере филма, кружиле су контроверзе о томе како филм приказује сексуалне навике у Античкој Грчкој, као и хомосексуалност. Група од двадесет и пет грчких адвоката претила је тужбом против режисера Стоуна и студија Warner Bros. за неистиниту адаптацију историјске. „Не кажемо да имамо ишта против хомосексуалаца“, рекао је Јанис Варнакос, „али кажемо да је продукција требало да нагласи публици да је филм део фикције и да нема никакве везе са животом Александра“. Ипак, адвокати су одлучили да одустану од оптужбе. На британској премијери филма, Стоун је кривио "фундаментализам у моралу“ за ниску зараду филма у Сједињеним Државама. Такође се изјаснио да су амерички критичари и публика преувеличали тему Александрове сексуалности. Критике су натерале Стоуна да изврши промене у филму за DVD издање.
Александар је такође критикован и због одређених историјских неистина. Академски критичари тврде да филм не поштује довољно историјске детаље. Ирански историчари били су узнемирени приказом борби између Македонаца и Персијанаца. На пример, Александар и његове трупе су у филму поразиле армију Персије у само једној борби (бици код Гаугамеле), мада историја говори да је Александар морао да се бори у неколико сурових битака пре него што је победио Дарија III. Историчар Фарок истиче како су у филму „македонске снаге типично приказане као врло организоване, дисциплиноване и тако даље, за разлику од персијске армије, што је историјски потпуно нетачно“.
Последња битка у филму, битка на Хидаспу, у филму је много више драматична и одваја се од историје. Александар није, као што је то приказано у филму, био рањен стрелом. То се десило у бици код града Мултана у Пакистану касније те године. Такође, битка на Хидаспу није била вођена у шуми током сунчаног дана, већ у блатњавој мочвари на тропској киши. Индијска војска никада није пробила у центар македонских страна, мада су крила претрпела губитке. Филм је такође критикован због изостављања познате приче о Александровом разговору са краљем Порусом. „Реци ми“, рекао је Александар, „како желиш да те третирам?", а Порус је одговорио: „Третирај ме, о, Александре, као краља“. Но, слична сцена постоји у филму, са вавилонском принцезом.

## Додатна издања

### Албум
Музику за филм Александар компоновао је грчки композитор Вангелис. Албум садржи осамнаест нумера из филма.

### Видео игра
Компјутерску игру Александар објавила је рачунарска фирма Јунисофт 24. новембра 2004. године. Критике су похвалиле концепцију игре.